# Mila e Shiro - Il sogno continua
Mila e Shiro - Il sogno continua (続・アタッカーYOU 金メダルへの道?, Zoku attacker you: kin medal e no michi, lett. "Attacker you - Il seguito: la strada per la medaglia d'oro") è una serie televisiva anime di 52 episodi, di produzione sino-giapponese, sequel di Mila e Shiro - Due cuori nella pallavolo, realizzato dopo 24 anni dalla prima messa in onda. Questa seconda serie animata è stata prodotta da Knack Productions nel 2008 in occasione delle Olimpiadi di Pechino dello stesso anno.
La serie, diretta da Tomoharu Katsumata, è andata in onda prima in Cina sull'emittente Darian Cartoon e successivamente distribuita direttamente in DVD in Giappone senza passare per le TV. È stata anche trasmessa sull'emittente Hero nelle Filippine.

## Trama
La storia si svolge in Cina, dove Mila si trasferisce qualche anno dopo gli avvenimenti della serie precedente. A Pechino, la squadra delle Dragon Ladies rischia di sciogliersi dopo essere retrocessa. Ad intervenire entrano in scena tre stelle della pallavolo: Ming Yang (ex giocatrice della nazionale cinese), Nami Hayase e Shiro Takiki, quest'ultimo nei panni di allenatore.
Ming, alla ricerca di nuove atlete per vincere la sfida di riuscire a far tornare in serie A1 la società nell'arco di 2 anni, nota Glin Wong, una campionessa di kung fu, per le sue capacità atletiche. Ming si convince che con lei la squadra potrebbe rinascere e, dopo aver superato un provino, Glin entra a farne parte. Per rafforzare ulteriormente la squadra, Nami propone a Shiro di andare in Giappone a prendere Mila, che nel frattempo, grazie a duri e costanti allenamenti, è tornata in forma dopo essersi rotta il tendine d'Achille due anni prima, durante una partita con l'amica Kaori Takigawa, incidente che aveva messo fine alla sua carriera olimpica.
A questo piccolo nucleo si aggiungeranno via via altre ragazze provenienti anche da esperienze sportive differenti e la squadra, con una connotazione spiccatamente multietnica, tra mille difficoltà dovrà affrontare sfide sempre più difficili. Vincere il campionato di A2 sarà solo il primo piccolo passo di una strada che potrebbe portare le giocatrici a partecipare con le rispettive nazionali alle Olimpiadi di Pechino del 2008.

## Personaggi

### Dragon Ladies
Ming Yang
Paese di provenienza: Cina
Ruolo: Direttrice sportiva
Ex campionessa della nazionale cinese, tenta di risollevare le sorti delle Dragon Ladies, squadra in cui è cresciuta, che sembrano destinate a sciogliersi per la mancanza di fondi e le continue sconfitte in campo. Doppiata da ? (ed. originale), Alessandra Karpoff (ed. italiana).
Shiro Takiki (立樹爽?, Tachiki Sō)
Paese di provenienza: Giappone
Ruolo: Allenatore
Un grande pallavolista nei campionati maschili, adesso è l'allenatore delle Dragon Ladies. Nonostante tanti anni senza vedere Mila, è ancora innamorato di lei; infatti nell'episodio "4" Shiro guarda con occhi diversi Mila. Doppiato da Mitsuaki Madono (ed. originale), Vittorio Guerrieri (ed. italiana).
Mila Hazuki (葉月優?, Hazuki Yu)
Paese di provenienza: Giappone
Ruolo: Schiacciatrice laterale
Nella serie precedente, Mila entra a far parte della Hikawa, dove conosce Nami, e successivamente diventa riserva e poi schiacciatrice laterale delle Seven Fighters; in questa serie, Mila è ormai diventata adulta e torna a giocare a pallavolo nella squadra delle Dragon Ladies dopo un'assenza di due anni dovuta alla rottura del tendine d'Achille. Nonostante tanti anni senza vedere Shiro, è ancora innamorata di lui, ma cerca di farlo meno vedere per non compromettere il suo lavoro di allenatore e per portare la squadra alla vittoria senza perdersi con i sentimenti. Verrà poi nominata dalla Direttrice Sportiva Ming Yang in persona, leader (capo) della squadra. Doppiata da Kozue Kamata (ed. originale), Barbara De Bortoli (ed. italiana).
Glin Wong
Paese di provenienza: Cina
Ruolo: Schiacciatrice laterale
Abile nelle arti marziali ed agile nei movimenti, viene espressamente invitata da Ming Yang ai provini per entrare nelle Dragon Ladies dal momento che la donna ha visto nella giovane un forte potenziale per la pallavolo: in squadra Glin diventa la schiacciatrice laterale titolare insieme a Mila. Doppiata da ? (ed. originale), Debora Magnaghi (ed. italiana).
Xiu Lan Mo
Paese di provenienza: Cina
Ruolo: Centrale
Xiu Lan è una delle schiacciatrici più complete delle Dragon Ladies: è una giocatrice orgogliosa e determinata che ha raggiunto importanti risultati in passato prima di un infortunio che l'ha allontanata da questo sport. Dopo l'infortunio le sue priorità cambiarono e si dedicò al basket; è grazie alla tenacia e all'insistenza di Yip Hua (sua vecchia compagna di squadra) che Xiu Lan tornò a giocare a pallavolo nelle Dragon Ladies. Doppiata da ? (ed. originale), Emanuela Pacotto (ed. italiana).

Catherine Maurel
Paese di provenienza: Francia
Ruolo: Centrale
Giocatrice francese specializzata nel ruolo di centrale. Ambiziosa e competitiva, proprio per queste sue qualità si scontrerà spesso con le altre giocatrici all'inizio degli allenamenti, in particolar modo con Glin e Gina. Nonostante questo suo carattere vivace sa anche essere molto leale con le sue compagne e questo la rende indispensabile per la squadra. Doppiata da ? (ed. originale), Benedetta Ponticelli (ed. italiana).
Maria Rodriguez
Paese di provenienza: Brasile
Ruolo: Centrale
Ragazza molto alta, Maria è la figlia di Teresa Rodriguez, l'alzatrice con cui la signorina Yang divenne una stella in campionato. Nonostante non sia portata per diventare alzatrice come la madre, grazie al suo fisico e alla sua forza, Maria diventa un'ottima giocatrice di difesa (soprattutto nel muro); per questo motivo Maria viene utilizzata come centrale nella squadra. Doppiata da Yuka Shioyama (ed. originale), Marisa Della Pasqua (ed. italiana).
Amanda Fang
Paese di provenienza: Cina
Ruolo: Centrale
Amanda è una centrale precedentemente legata alle Hell Cats, ma in seguito all'inserimento di Tan Tan nella squadra di Daimon, Amanda viene cacciata dalla squadra ed è costretta a pregare la signora Yang di accoglierla nelle Dragon Ladies. Tra le sue nuove compagne serpeggia il malcontento: Glin ad esempio, è molto astiosa nei suoi confronti temendo che il suo inserimento possa rovinare l'equilibrio della squadra. Basta però una dimostrazione della determinazione di Amanda e del suo entusiasmo in campo per far capire alle compagne che potevano fidarsi del suo talento. Doppiata da ? (ed. originale), Jolanda Granato (ed. italiana).
Gina Malansano
Paese di provenienza: Italia
Ruolo: Centrale
Gina è una ex ballerina di danza classica che si unisce alla squadra delle Dragon Ladies per provare lo spirito di squadra che le contraddistingue. Dato il suo innato talento diventa in poco tempo l'arma segreta della squadra in grado di coprire svariati ruoli. In particolar modo Gina viene utilizzata come riserva di Catherine come centrale, ma all'occorrenza sa essere una buona sostituta anche per Jin Mei come alzatrice. Doppiata da Sayaka Maeda (ed. originale), Francesca Bielli (ed. italiana).
Jin Mei Dong
Paese di provenienza: Cina
Ruolo: Alzatrice
Jin Mei è una giocatrice molto giovane e inesperta che si unisce alla squadra dopo un passato nel salto in alto. Nonostante un carattere molto vivace, riesce a superare le sue iniziali difficoltà con Shiro e con le compagne, diventando una buona centrale nella squadra. In seguito ad esigenze della squadra, Jin Mei abbandona il ruolo da centrale per iniziare ad allenarsi come alzatrice ottenendo risultati eccezionali, tanto da diventare titolare in squadra. Doppiata da ? (ed. originale), Giusy Di Martino (ed. italiana).
Yip Hua Zhang
Paese di provenienza: Cina
Ruolo: Alzatrice
Alzatrice di grande talento che torna a giocare a pallavolo nelle Dragon Ladies dopo un brutto infortunio alla schiena non del tutto risolto. Ma nonostante questo, il suo talento la porterà a giocare ad alti livelli in squadra, in particolare con Glin e con Xiu Lan, sua migliore amica nella squadra. I problemi di Yip Hua portarono alla decisione del suo ritiro durante la finale del campionato di serie A1, dove ella trascinò le sue compagne alla vittoria con un'ultima prestazione eccezionale, prima di salutare la squadra che l'aveva fatta rivivere come giocatrice. Doppiata da ? (ed. originale), Gea Riva (ed. italiana).
Kaori Takigawa (多岐川絵理?, Takigawa Eri)
Paese di provenienza: Giappone
Ruolo: Alzatrice
Grande alzatrice, nella serie precedente era membro delle Sunlight Players e una delle avversarie più insidiose di Mila, essendo anche una buona schiacciatrice: in questa serie sono tornate a giocare insieme nelle Dragon Ladies con Nami. Nelle Dragon Ladies il posto di Kaori come alzatrice si alternava con Yip Hua al variare delle schiacciatrici in campo per trovare maggior affiatamento nel gruppo. Purtroppo a causa di problemi di salute del padre, Kaori ha deciso di tornare in Giappone e di giocare a pallavolo nelle Tokio Hawkers per stare vicino alla sua famiglia. Doppiata da Ishigughi Chihiro (ed. originale) Beatrice Caggiula (ed. italiana).
Nami Hayase (早瀬奈美?, Hayase Nami)
Paese di provenienza: Giappone
Ruolo: Libero
Nami giocava nella Hikawa insieme a Mila, ma poi aveva deciso di seguire l'allenatore Daimon nelle Unicorn; entra nelle Dragon Ladies prima dell'arrivo di Mila per risollevare le sorti della squadra. In passato le due sono state avversarie e poi, riposta l'ascia di guerra, grandi amiche sia dentro che fuori dal campo. Per adattarsi alle esigenze delle Dragon Ladies in seguito al ritiro di Ling come giocatrice, Nami cambia ruolo passando da centrale a libero ottenendo un buon successo, nonostante non sia titolare nel suo nuovo ruolo. Doppiata da Aizawa Mai (ed. originale), Renata Bertolas (ed. italiana).
Ming Hua Liu
Paese di provenienza: Mongolia
Ruolo: Libero
Ming Hua è una giocatrice che proviene dalla Mongolia; ha un carattere molto amichevole, ma in campo fa valere tutta la sua stazza per rendersi molto intimidatoria agli occhi delle avversarie. Ming Hua ha un passato da lottatrice di sumo che l'ha resa molto forte e robusta in tutto il corpo, per questa sua dote viene scelta come libero titolare delle Dragon Ladies. Dopo una iniziale paura della palla, Ming Hua sfruttò il suo passato nel sumo per capire come migliorare la ricerca della palla con le gambe e con le braccia in modo da respingere in modo efficace senza più aver paura. Doppiata da ? (ed. originale), Paola Della Pasqua (ed. italiana).
Ling Lao
Paese di provenienza: Cina
Ruolo: Capitano e vice allenatore
Ling è la giocatrice più anziana delle Dragon Ladies, nonché il capitano. Ling è anche la seconda allenatrice della squadra dopo Shiro e si occupa principalmente di aiutare le nuove leve ad esprimere il loro potenziale. La carriera di Ling come libero termina quando le Dragon Ladies riescono a salire in serie A1, ma lei resterà comunque nella squadra con il suo ruolo di seconda allenatrice. Doppiata da ? (ed. originale), Marcella Silvestri (ed. italiana).

### Altre squadre
Tan Tan Chung
Tan Tan è una delle giocatrici più forti della Cina e diventa subito la rivale numero uno delle Dragon Ladies. Ottima sia in attacco che in difesa, Tan Tan usa tutto il suo potenziale per primeggiare su tutte le avversarie e per diventare la giocatrice più forte di sempre. Tan Tan si scontrerà contro le Dragon Ladies in varie occasioni: in un primo momento con le Tiger Ladies in serie A2, poi in serie A1 quando Tan Tan entrerà nelle Red Eagles, infine nelle Hell Cats di Daimon e Mitamura dove la posta in palio saranno i mondiali per club. Doppiata da Rumi Kasahara (ed. originale), Daniela Fava (ed. italiana).
Dani Mitamura (三田村慎吾?, Mitamura Shingo)
L'allenatore delle Seven Fighters nella serie precedente, nell'episodio 3 assiste con Daimon ai provini di Mila, che vuole entrare a far parte di una squadra di serie A. Attualmente è l'allenatore delle Hell Cats, la squadra considerata la più forte del mondo. Doppiato da Takeshi Mori (ed. originale), Luca Bottale (ed. italiana).
Daisaku Daimon (大門松五郎?, Daimon Matsugorō)
L'allenatore del club di pallavolo femminile dell'istituto Hikawa e poi delle Unicorn nella serie precedente, nell'episodio 3 assiste con Mitamura ai provini di Mila, che vuole entrare a far parte di una squadra di serie A. Attualmente è il direttore sportivo delle Hell Cats, la squadra considerata la più forte del mondo. Doppiato da Ryūzaburō Ōtomo (ed. originale), Oliviero Corbetta (ed. italiana).

## Distribuzione
La serie, composta da 52 episodi, è andata in onda prima in Cina sull'emittente Darian Cartoon nel corso del 2008 e successivamente distribuita direttamente in DVD in Giappone senza passare per le TV. È stata anche trasmessa sull'emittente Hero nelle Filippine. In originale la serie presenta due doppiaggi; quello cinese con cui è stato lanciato in Cina, e poi quello giapponese eseguito presso la società Aoni Production, il quale presenta un cast totalmente rinnovato rispetto alla serie classica.
La serie è approdata sulla TV italiana, sul canale Italia 1, a partire dal 12 settembre 2011. Dal 26 settembre sono stati trasmessi due episodi al giorno, provvedimento che ha portato a far concludere la serie il 24 ottobre 2011. La serie è stata pubblicata in DVD (preceduta dalla prima serie) da La Gazzetta dello Sport e Corriere della Sera dal 16 dicembre 2014 al 24 febbraio 2015, in 11 uscite settimanali, con 4/5 episodi per ogni disco. Il doppiaggio italiano è stato curato dallo studio Merak Film di Milano per conto di Mediaset. La direzione è stata affidata a Sergio Romanò, Graziano Galoforo e Loredana Nicosia. Mila e Shiro hanno mantenuto i doppiatori storici della serie, rispettivamente Barbara De Bortoli e Vittorio Guerrieri, oltre ai nomi cambiati usati all'epoca.

### Sigle
Sigla di apertura giapponese
- Kin medal he no michi (金メダルへの道?).

Sigla italiana
- Mila e Shiro il sogno continua, scritta da Arianna Martina Bergamaschi e composta da Cristiano Macrì, è interpretata da Cristina D'Avena.